# Парижская школа фрейдизма
Парижская школа фрейдизма (фр. École freudienne de Paris) — французская психоаналитическая организация, созданная в 1964 году Жаком Лаканом. Изначально была гостеприимна ко всем, кто «интересовался практикой психоанализа» и не являлась членом профессионального Международного психоаналитического объединения. Школа считалась важным исследовательским сообществом вплоть до её ликвидации в 1980 году.

## Предыстория
В 1953 году конфликт в рамках Парижского психоаналитического общества достиг такого накала, что группа лиц, включая Жака Лакана, отмежевались, чтобы сформировать Французское психоаналитическое общество. Многолетние попытки получить признание Международного психоаналитического объединения окончательно завершились в 1963 году, когда Лакан был исключен из его членов из-за спорности парадигм, излагаемых им на семинарах. МПО потребовало вывести его из списка практикующих аналитиков и Лакан покинул ППО, которое было распущено в следующем году; часть его активных членов вошли в Парижскую школу фрейдизма, остальные создали новую Ассоциацию психоаналитиков Франции (L’Association Psychanalytique de France), которая почти сразу была принята в МПО.

## История

### Создание
В январе 1964 года Лакан опубликовал «Устав», ознаменовавший открытие собственной школы, которая стала известна как Парижская школа фрейдизма. «Устав» претендовал на высокие моральные позиции в противовес МПО. В ответ на вопросы о спорности решения принимать в организацию всех желающих, «Устав» провозгласил, что «психоаналитиком является тот, кто провёл один или несколько анализов дидактического характера. Таково расширение де-факто.

### Противоречия
Общие проблемы организационного характера, а также диспуты в психоаналитическом поле, которые привели к созданию Парижской школы фрейдизма, её так же не обошли. В 1967 году Лакан предложил понятие «допуск» в надежде на окончательное решение вопроса об аттестации желающих стать практиками школы, однако спустя год выход из группы целого ряда членов, так или иначе, произошёл. Несмотря на это, Лакановские семинары, активно развивая идеи Фрейда, имели широкое распространение и вызывали неизменный интерес вплоть до закрытия школы.

### Роспуск
На волне раскола в 1968 году политика Лакана в отношении свободы посещений его семинаров резко ужесточилась. С годами деспотичная ортодоксальность привела к созданию культа личности Лакана, что едва ли способствовало открытым дискуссиям. Возможно, результатом именно этой нерешённой проблемы стал роспуск школы в январе 1980 года, «чтобы предупредить деградацию своих идей под тяжестью собственного учреждения … вызов ко власти и в то же время сам авторитарен … Лакан был пойман в ловушку этого парадокса». Тут же он организовал последнюю свою группу, «Дело Фрейда» (La cause freudienne). Однако, долго она не просуществовала. Возможно, факт возникновения более 20-ти ассоциаций на базе расформированной Парижской школы фрейдизма отсылает к неизбежности и бесконечности иных прочтений наследия Лакана и Фрейда.